# 神奈川県立かながわ男女共同参画センター
神奈川県立かながわ男女共同参画センター（かながわけんりつかながわだんじょきょうどうさんかくせんたー）は、神奈川県藤沢市にある男女共同参画の推進を目指す施設。かなテラスと称される。

## 沿革

### 婦人総合センターの設立と金森の館長就任

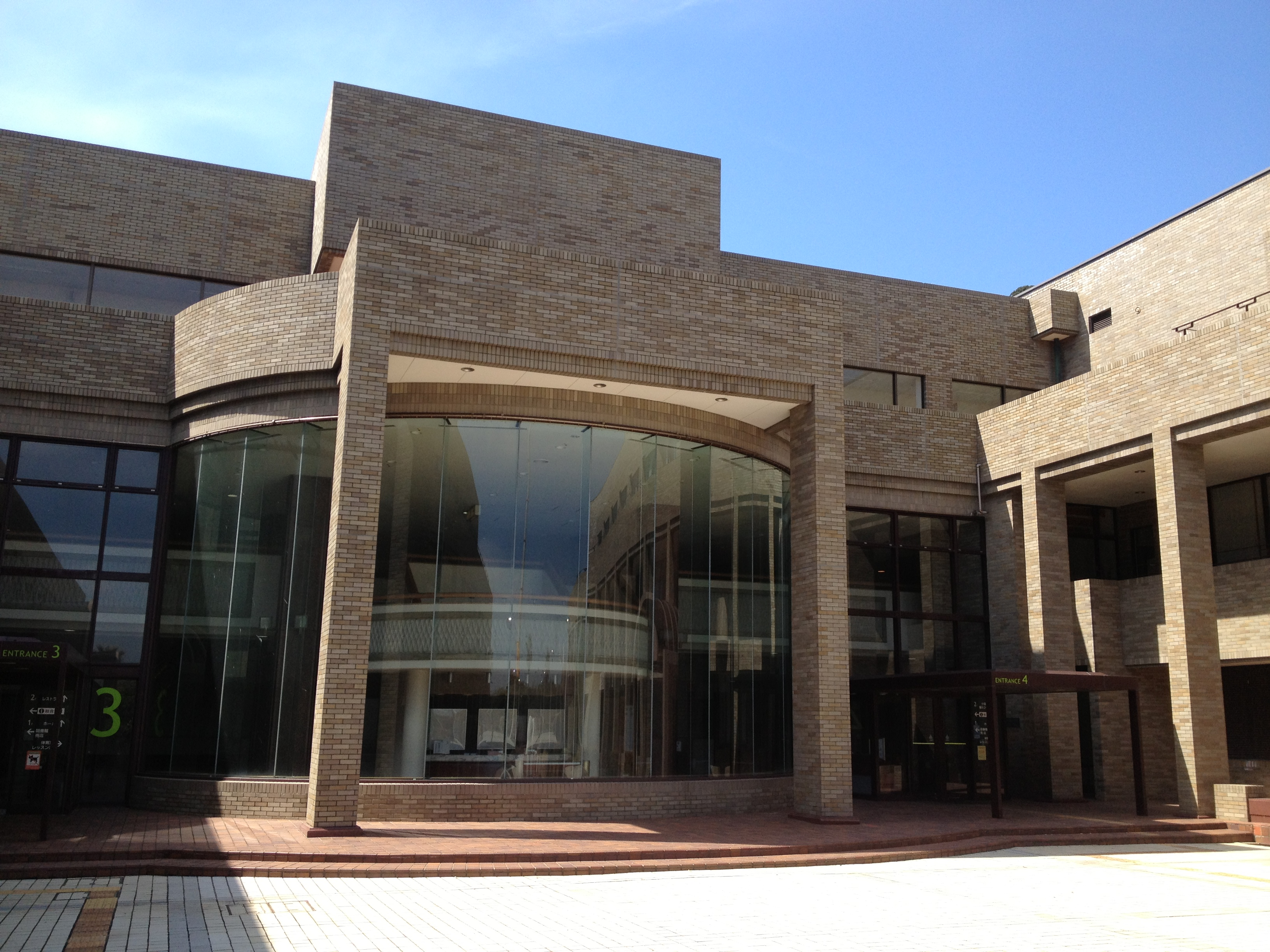
2015年に閉館した「かながわ女性センター」入口

国際連合は1975年（昭和50年）、メキシコ・シティーで国際婦人年世界会議を開催し、翌1976年から1985年までを「国連婦人の10年」とした。1975年に神奈川県知事に就任した長洲一二は、県政の重要な課題として「婦人の自立と社会参加の促進」に取り組んだ。1978年（昭和53年）「新神奈川計画」を策定し、実施計画の中に婦人の自立と社会参加を促進するための拠点として「婦人総合センター（仮称）」の建設が計画された。1979年には「婦人総合センター基本構想」を策定、1980年には県民部に「婦人総合センター建設準備室」が設置された。センター内の婦人図書館設立に向け、準備にあたった「婦人関係等資料収集委員会」の名誉会長には山川菊栄が就いた。菊栄は、全国初の婦人総合センターとなるこの施設の設立に先立つ1979年に、当時の長洲一二知事から基本構想段階での意見を求められ、女性問題に関する研究書や活動報告書等が整理され利用に供されるような機能を備えた施設にするよう意見し、それが反映された。
婦人総合センターの計画とともに、神奈川県は1982年を「かながわ婦人元年」とし、「県婦人の地位向上プラン」づくりがはじまり、その策定委員会の委員長として、読売新聞社記者で同社婦人部長、県婦人問題懇話会座長を務めていた金森トシエが就任、4月に県民女性の現在と未来にわたる行動計画として「かながわ・女性プラン」を策定、5月に民間の女性の団体・グループ個人が自主的に手をつなぐ「神奈川女性会議」が発足。9月、婦人総合センターが発足し、金森トシエが館長となる人事発令。11月に神奈川県立婦人総合センターが、神奈川県藤沢市江ノ島に開設された。婦人総合センターは、企画調整部・生活科学部・福祉部・婦人労働部・生涯学習部の5部で構成され、「婦人が、政治、経済、社会、文化などすべての面で、さまざまな形で参加し、その資質や能力を発揮できるような条件づくりを展開し、婦人の自主的活動の拠点」とされた。類似の施設としては非常に珍しく。宿泊施設も併設されていた。

### かながわ女性センターの活動
1991年「婦人総合センター」を「神奈川県かながわ女性センター」に変更。
2015年3月に施設が閉館され、築32年の建屋は解体された。跡地は暫定的に駐車場になっている。
2023年10月の時点で跡地の利用計画は決まっていない。

### かながわ男女共同参画センターへの再編と藤沢合同庁舎への移転

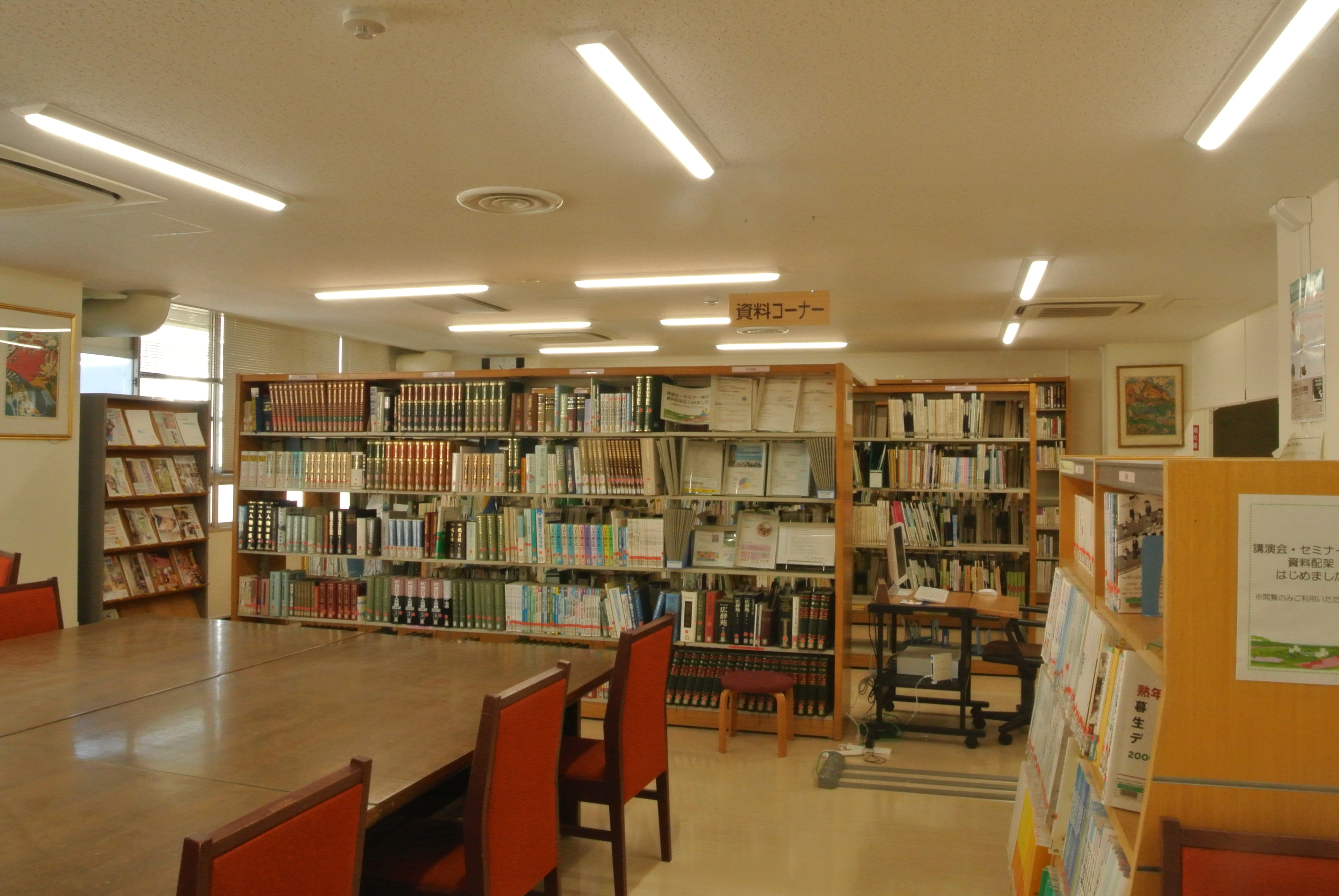
センター内に設置されている資料コーナー

2015年3月31日に「かながわ女性センター」は閉館。江の島から藤沢合同庁舎に移転したのをきっかけに、名称を「神奈川県立かながわ男女共同参画センター」（愛称：かなテラス）に変更。キャッチコピーを「ともに生きる社会、ともに参画する社会へ」とした。男女共同参画社会の実現を推進する県域の拠点施設として、人材育成、調査研究、相談、情報発信・意識啓発を4つの柱として、男女共同参画の実現に向けた取り組みを進めている。2018年度は女性のための社会参画セミナー「かなテラスカレッジ」の開催（人材育成）、統計の面から男女共同参画の状況を把握できる各種統計データの発信（調査研究）、女性のためのドメスティックバイオレンス相談窓口として「女性への暴力相談 週末ホットライン」「多言語による相談」ほか、デートドメスティックバイオレンス防止の啓発活動として、NPOや大学と連携を図った啓発講座の実施（相談）、男女共同参加についての情報やかながわ男女参画センターの事業などを掲載した「かなテラスレポート」の作成（情報発信）を行った。かながわ男女共同参画支援室の貸し出しも行っており、2017年度の利用者は2,623名だった。2018年度の事業運営費は2,452,000円。